# Non mediocri
Non mediocri (en español  No con poco [cuidado]) es la quincuagésima encíclica de León XIII, de fecha 25 de octubre de 1893, dirigida al episcopado español, en ella comunica la erección como pontificio del Colegio Español, existente desde hacía unos años en Roma.

## Origen del Colegio Español en Roma
El Colegio Español fue fundado en Roma por el sacerdote Manuel Domingo Sol (Tarragona,1836-1909), que desde el comienzo de su vida sacerdotal se preocupó por la formación del clero. Tras trabajar en la formación de seminaristas en 1883 fundó la Hermandad de Sacerdotes Operarios, que se dedican a la formación de futuros sacerdotes.
Entre sus proyectos estuvo siempre la creación de un colegio en Roma, a esa ciudad se dirigió en 1890, y comenzó las gestiones para fundar ese colegio, para lo que tuvo la ayuda de Giacomo della Chiesa, posteriormente Benedicto XV, y de Rafael Merry del Val. En 1892 llegó a Roma el primer grupo de colegiales. El año siguiente el papa -tal como recoge en esta encíclica- le facilitó una sede provisional en el palacio de Altieri,  y el año siguiente, en 1894, la sede en el palacio Altemps.

## Contenido
Non mediocri cura vigilantique , ut nostis, wixdum al Ecclesiae gubernacula accesssimus, tueri aput vos atque augere rem catholicam studuimus, in priisque frmare animorum concordima, ete fructuosam Clero industriam excitare
No con poco cuidado y vigilancia, como sabéis, desde que llegamos al timón de la Iglesia, nos hemos esforzado por protegerlo y aumentar la causa católica, y en el pasado para establecer la armonía de mentes y despertar fructíferos energía en el Clero.

Es ese mismo celo el que lleva al papa a pensar en los jóvenes clérigos españoles y en el modo de contribuirá su formación. Tiene bien presente la firmeza de la fe de los católicos españoles y su unión con Roma; también cómo durante mucho tiempo el clero español destacó por su saber teológico y humanístico. En este sentido recuerda a españoles ilustres como  Francisco Suárez, Juan de Lugo y Quiroga, Francisco de Toledo Herrera; se refiere, además, especialmente a Francisco Ximenez de Cisneros que,  

bajo la guía y dirección de los Romanos Pontífices, alcanzó un nivel doctrinal tan alto que prestigiaba no sólo a España, sino a toda Europa, especialmente con la creación de la Universidad de Alcalá, donde jóvenes, educados "en la Iglesia de Dios con la luz de sabiduría, como brillantes estrellas de la mañana, podían iluminar a otros en el camino de la verdad”.

               
De ahí surgió ese grupo de doctores que, convocados al Concilio de Trento, por el Romano Romano Pontífice y el Rey Católico al Concilio de Trento, respondieron plenamente a sus expectativas. Un florecimiento que fue posible por disponer de recursos y medios para dominar la teología, como fueron las universidades de Alcalá y de Salamanca. Sin embargo, las convulsiones del pasado siglo han llevado a la eliminación de las universidades católicas lo que influyo negativamente en el nivel de los seminarios.  
Ante esa situación la Sede Apostólica intervino a tiempo y dirigió su atención en primer lugar a los seminarios diocesanos; devolverlos a la situación anterior que los convertía en la verdadera casa de la piedad y la erudición redundaba en interés de los individuos y de la sociedad. 
Sin embargo, los resultados no han sido los deseados, pues desaparecidas las antiguas universidaes, se siente la falta de profesores válidos. Ha quedado así clara la necesidad de abordar el programa de estudios en su totalidad; esto llevó a los Pontífices a 

traer a Roma, capital del mundo católico, a jóvenes clérigos extranjeros y los reunieron en los Colegios, con mayor determinación aún cuando vieron que faltaba la posibilidad de estudiar en su país, o estaba comprometida la fiabilidad de las instituciones existentes, sustraídas de la supervisión de la Iglesia.

El papa explica que esa misma preocupación le ha llevado a fundar en Roma un colegio para los armenios y otro para los bohemios, y también ha trabajado para restaurar el antiguo prestigio del de los maronitas. Además al comprobar que entre los jóvenes clérigos que venían a Roma eran pocos los de España, ha querido trabajar para que el Colegio Romano de Clérigos españoles recientemente fundado por unos sacerdotes, tuviese los mejores resultados; por esto.                                                                      

Hemos decidido, por tanto, que quienes vengan a este Colegio desde la Península Ibérica y las islas vecinas sometidas al poder del Rey Católico, queden bajo Nuestra protección; con vida en común y bajo la guía de maestros elegidos podrán realizar aquellos estudios que verdaderamente refinan la mente y el espíritu.

 Además pondrá a disposición de ese colegio el Palacio de Altemps, que ha pasado recientemente a propiedad de la Santa Sede; un lugar ennoblecido por el Santuario de Aniceto, papa mártir, y donde vivió un tiempo Carlos Borromeo; cede por eso el derecho de uso del palacio al Colegio de los Obispos Españoles, para esta finalidad. Mientras que se acondiciona este palacio los clérigos se alojarán en un ala del palacio de la familia Altieri.

Encomendamos a los arzobispos de Toledo y de Sevilla la tarea de abordar con Nosotros y Nuestros Sucesores los problemas más importantes del Colegio. A tal fin ordenamos al Rector del Colegio que informe, cada año, sobre la situación económica, educación y comportamiento de los estudiantes, tanto a Nuestro Sagrado Consejo que preside los estudios, como a los Arzobispos antes mencionados, quienes serán responsables por informar a sus colegas obispos españoles.

Concluye el papa la encíclica, encargándoles a los obispos españoles poner en práctica esta iniciativa, e impartiéndoles la bendición apostólica a ellos y al clero y fieles que tienen encomendados. 